# Krigsfiskal
Krigsfiskal var en juridisk ämbetsman.
Enligt den kungliga förordningen om krigsdomstolar och rättegången där av den 11 juni 1868 var krigsfiskalen allmän åklagare vid krigsöverdomstol. Vid Krigshovrätten utnämndes han av Kunglig Majestät, men om det skulle bli aktuellt att ordna en överkrigsrätt hade den högste befälhavaren att förordna en särskild fiskal att vid den rätten vara allmän åklagare. Krigsfiskalen, vilken det även tillkom att granska de till Krigshovrätten månatligen inkommande förteckningarna över i militärhäkte förvarade personerna, ägde att vid förekommande anledning väcka åtal i mål, som hörde till en krigsöverdomstols omedelbara prövning. I så beskaffade mål infordrades krigsfiskalens utlåtande när de efter rannsakning vid krigsrätt inkom till överdomstolen liksom över enskild parts angivelse, som också prövades av överdomstolen, även om krigsfiskalen inte fann skäl till åtal. Krigsartiklarna av den 31 mars 1798 ålade krigsfiskalen att i allmänhet tillse, att lydnad och subordination upprätthölls inom krigsmakten samt att reglementen och instruktioner efterlevdes. I den kungliga förordningen om processen vid krigsrätterna av den 2 mars 1683 benämndes åklagaren vid över- eller generalkrigsrätten generalgevaldiger.